# Maximilian Brückner
Pour les articles homonymes, voir Brückner.
Maximilian Brückner, né à Munich (Allemagne) le 10 janvier 1979, est un acteur allemand.
Il a remporté de nombreux prix dont le Deutscher Kritikerpreis en 2006 et a reçu un European Shooting Stars en 2007.

## Biographie
Maximilian Brückner est diplômé de l'école Otto Falckenberg de Munich et reçoit son premier engagement au Volkstheater de Munich. Il fait partie des élèves sélectionnés en 2001 par le metteur en scène Christian Stückl (de) pour l'académie d'été du Baierisches Volksschauspiel.
Dans une nouvelle production, Brückner reprend le rôle de Boanlkramer dans la pièce de Kurt Wilhelm Der Brandner Kaspar und das ewig’ Leben (de). Âgé de 23 ans, il reprend le rôle principal de l'acteur vétéran Toni Berger, (1921–2005) qui avait incarné ce rôle dans la mise en scène originale plus de 1 000 fois. Il décrit son rôle comme un « mélange de Pumuckl, Marilyn Manson et Gollum du Seigneur des anneaux. Le Boanlkramer n'est pas stupide. Il est comme un petit enfant à qui l'on donne le pouvoir sur une armée ».
Depuis 2003, Brückner  apparait également dans de nombreuses productions cinématographiques et télévisuelles. En 2004, il joue 'le Mammon' dans Jedermann au Festival de Salzbourg. Puis, en octobre 2006, il travaille avec Gregor Weber (comme Stephan Deininger) dans la série Tatort en tant qu'enquêteur de scène de crime Franz Kappl, diffusé sur Saarländischer Rundfunk. Après le tournage du septième épisode (diffusé en janvier 2012), les contrats avec l'acteur ne sont pas renouvelés. En 2012, Brückner tient un petit rôle d'officier allemand dans l'épopée de guerre Cheval de guerre de Steven Spielberg.
Il fait de nombreuses apparitions sur scène au théâtre, notamment au Münchner Volkstheater depuis 2002 avec Die Räuber (Karl Moor), Der Räuber Kneißl (comme Mathias Kneißl, basé sur la vie de Mathias Kneißl), Der Brandner Kaspar und das ewig’ Leben (de) (Boandlkramer), Solness le constructeur (par Ibsen) en 2017 et Peer Gynt (comme Peer), tous dirigés par Christian Stückl. Il fait ses débuts en tant que réalisateur, également au Münchner Volkstheater en 2012 avec la pièce Magdalena de Ludwig Thoma, avec son frère Florian Brückner (de) dans le rôle-titre.

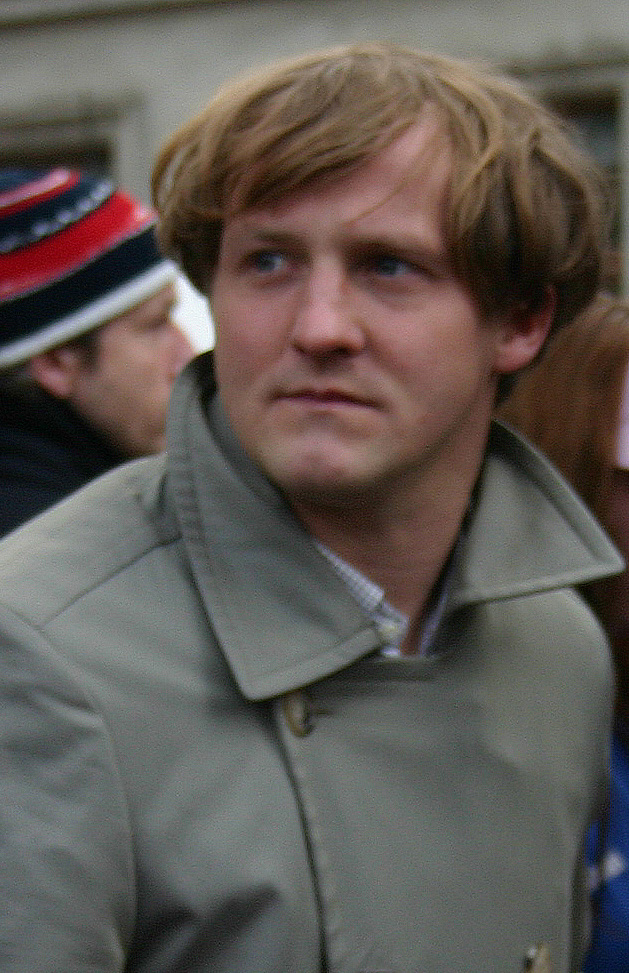
Brückner en 2006 sur le tournage du téléfilm "Mein alter Freund Fritz".

Maximilian Brückner vit avec deux frères (il a sept frères et sœurs plus jeunes) et ses parents dans une ferme à Chiemgau en Haute-Bavière. La famille a rénové la ferme en 2011, Maximilien faisant beaucoup de plâtrage. Il est marié à Magdalena Staudacher depuis 2013 et ont un enfant. Il danse le schuhplattler et joue du tuba dans une fanfare locale avec ses frères. Ses frères se prénomment Florian (de), Dominic et Franz Xaver (de), et ses sœurs Susanne et Isabella, toutes actrices. Avec Florian, il joue dans le film Räuber Kneißl (de) et puis dans Was weg is, is weg (de) (Ce qui est parti, est parti), le premier film de Christian Lerch (de), tourné en 2011, avec ses frères Florian et Franz Xaver (de), le trio jouant les trois frères, Paul, Lukas et Hansi.
Politiquement, il est partisan de l'Union chrétienne-sociale de Bavière (CSU). En mars 2008, Maximilian Brückner est élu lors des élections locales en Bavière au conseil municipal de la CSU dans sa ville natale de Riedering, dans l’arrondissement de Rosenheim. Cependant, en raison de son changement de résidence, il rend ce mandat.

## Filmographie

### Au cinéma
| Année | Titre                                                                 | Rôle                               | Remarques                                                             |
| ----- | --------------------------------------------------------------------- | ---------------------------------- | --------------------------------------------------------------------- |
| 2004  | Guys and Balls (Männer wie wir)                                       | Ecki                               | [ 5 ]                                                                 |
| 2004  | Seule (en)                                                            | Jan                                |                                                                       |
| 2005  | Sophie Scholl : Les Derniers Jours (Sophie Scholl – Die letzten Tage) | Willi Graf                         | [ 5 ]                                                                 |
| 2006  | Rabenbrüder                                                           | Jojo                               |                                                                       |
| 2006  | Schwere Jungs (de)                                                    | Le journaliste Robert              |                                                                       |
| 2006  | Le Péché selon Sébastien (Wer früher stirbt ist länger tot)           | vendeur dans le magasin de musique | Son frère Franz-Xaver Brückner a le rôle principal de Franz Schneider |
| 2008  | Selbstgespräche (de)                                                  | Sascha Wegemann                    | [ 2 ]                                                                 |
| 2008  | Cherry Blossoms (Kirschblüten - Hanami)                               | Karl Angermeier                    |                                                                       |
| 2008  | Räuber Kneißl (de)                                                    | Mathias Kneißl                     |                                                                       |
| 2010  | Freche Madchen 2                                                      | Josef                              |                                                                       |
| 2011  | Resturlaub (de)                                                       | Peter 'Pitschi' Greulich           | [ 2 ]                                                                 |
| 2011  | Jeux de rôles (Rubbeldiekatz)                                         | Basti Honk                         |                                                                       |
| 2011  | Cheval de guerre                                                      | Officier d'artillerie allemand     |                                                                       |
| 2012  | Was weg is, is weg (de)                                               | Hansi Baumgarten                   |                                                                       |
| 2013  | Welcome to Bavaria                                                    | Bernie                             | Court-métrage                                                         |
| 2013  | Spieltrieb (de)                                                       | Szymon Smutek                      | [ 2 ]                                                                 |
| 2013  | Und Äktschn! (de)                                                     | Alfons Pospiech, Neffe de Hans     |                                                                       |
| 2018  | Un si beau couple (Das schönste Paar)                                 | Malte                              |                                                                       |

### Télévision
- 2018-2019 : Arctic Circle : Thomas Lorenz (10 épisodes)

## Prix
- 2005 : Merkur-Theaterpreis (Merkur-théâtre-prix, voté par les lecteurs du Münchner Merkur) pour son interprétation de Boandl Kramer dans Der Brandner Kaspar und das ewig’ Leben (de)
- 2005 : Étoile de l'année de l'Abendzeitung de Munich pour son interprétation du Boandl Kramer dans Der Brandner Kaspar und das ewig’ Leben (de)
- 2005 : Undine Award (autrichien) : nomination meilleur débutant au cinéma[16]
- 2006 : Prix de la critique allemande
- 2006 : Romy (prix TV) : nomination pour la meilleure étoile filante masculine
- 2006 : Nomination pour le prix Adolf Grimme pour sa performance dans les films Papa und Mama et Tatort: Tod auf der Walz
- 2006 : Prix d'art bavarois : Département des arts du spectacle
- 2007 : European Shooting Star 2007 d'Allemagne de la European Film Promotion (EFP) dans le cadre de la Berlinale[17]
- 2007 : Prix Culturel du district de Rosenheim
- 2018 : Prix de la télévision bavaroise : Meilleur acteur dans la catégorie téléfilm / série et série pour son rôle dans Hindafing (BR)[18]